# ボルジア家 愛と欲望の教皇一族
『ボルジア家 愛と欲望の教皇一族』（ボルジアけ あいとよくぼうのきょうこういちぞく、原題：The Borgias）は、アメリカのテレビドラマ。ローマ教皇アレクサンデル6世であるロドリーゴ・ボルジアとその一族を描いたヒストリカル・フィクション。ニール・ジョーダン監督・脚本、ジェレミー・アイアンズ主演。全3シーズン。
2011年4月3日にアメリカの放送局ショウタイムおよびカナダの放送局ブラボーで放送が始まった。シーズン2は2012年4月8日、シーズン3は2013年4月14日に放送開始された。当初はシーズン4で完結する予定だったが、シーズン3放送中に急遽打ち切りが決定した。このため視聴者から猛烈な批判がよせられ、完結編として2時間のテレビ映画が再企画されたがこれも中止となり、最終的にこの2時間分の脚本を元にした小説『The Borgia Apocalypse: The Screenplay』が電子書籍の形でリリースされた。
日本では2012年5月11日にWOWOWより日本語吹替版全9話が放送され、2013年8月28日より第2シーズンの日本語字幕版全10話の放送が始まった。2013年8月23日にはパラマウント ジャパンよりファーストシーズンのDVD-BOXも発売された。
なお、同時期にフランス、ドイツ、チェコの共同制作で、同じ題材を扱ったテレビドラマ『ボルジア 欲望の系譜』も制作されたが、これは本作と無関係である。

## 登場人物
ロドリーゴ・ボルジア / アレクサンデル6世（Rodrigo Borgia / Pope Alexander VI）
演 - ジェレミー・アイアンズ / 吹き替え - 磯部勉
チェーザレ・ボルジア（Cesare Borgia）
演 - フランソワ・アルノー / 吹き替え - 相原嵩明
ルクレツィア・ボルジア（Lucrezia Borgia）
演 - ホリデイ・グレインジャー / 吹き替え - 下池沙知
ホアン・ボルジア（Juan Borgia）
演 - デヴィッド・オークス / 吹き替え - 野沢聡
ヴァノッツァ・カッターネイ（Vannozza Cattanei）
演 - ジョアンヌ・ウォーリー / 吹き替え - 吉祥美玲恵
ジュリア・ファルネーゼ（Giulia Farnese）
演 - ロッテ・ファービーク / 吹き替え - 小見美幸
ミケロット・コレッラ（Michelotto Corella）
演 - ショーン・ハリス / 吹き替え - ふくまつ進紗
ジュリアーノ・デッラ・ローヴェレ（Giuliano della Rovere）
演 - コルム・フィオール / 吹き替え - 得丸伸二
- スティーヴン・バーコフ
- ルーク・パスカリーノ
- サイモン・マクバーニー
- オーガスタス・プリュー
- デレク・ジャコビ
- ジーナ・マッキー
- セバスチャン・デ・ソウザ

## スタッフ
- 製作総指揮・監督・脚本：ニール・ジョーダン

## 各話リスト
Season 1
| 放送話 | タイトル                          | カナダ初放送日 | 日本初放送日  |
| ------ | --------------------------------- | -------------- | ------------- |
| 第1回  | The Poisoned Chalice 教皇誕生     | 2011年4月3日   | 2012年5月11日 |
| 第2回  | The Assassin 暗殺者               | 2011年4月3日   | 2012年5月18日 |
| 第3回  | The Moor 異教徒                   | 2011年4月10日  | 2012年5月25日 |
| 第4回  | Lucrezia's Wedding 政略結婚       | 2011年4月17日  | 2012年6月1日  |
| 第5回  | The Borgias in Love 報復          | 2011年4月24日  | 2012年6月8日  |
| 第6回  | The French King 不貞の愛          | 2011年5月1日   | 2012年6月15日 |
| 第7回  | Death, on a Pale Horse 蒼ざめた馬 | 2011年5月8日   | 2012年6月22日 |
| 第8回  | The Art of War 駆け引き           | 2011年5月15日  | 2012年6月29日 |
| 第9回  | Nessuno 審判                      | 2011年5月22日  | 2012年7月6日  |

Season 2
| 放送話 | タイトル                           | カナダ初放送日 | 日本初放送日  |
| ------ | ---------------------------------- | -------------- | ------------- |
| 第1回  | The Borgia Bull ふたつの顔         | 2012年4月8日   | 2013年4月5日  |
| 第2回  | Paolo 罪深き関係                   | 2012年4月15日  | 2013年4月12日 |
| 第3回  | The Beautiful Deception 美しき策略 | 2012年4月22日  | 2013年4月19日 |
| 第4回  | Stray Dogs 闇夜の奇襲日            | 2012年4月29日  | 2013年4月26   |
| 第5回  | The Choice 選択のとき              | 2012年5月6日   | 2013年5月3日  |
| 第6回  | Day of Ashes 悔悛                  | 2012年5月13日  | 2013年5月10日 |
| 第7回  | The Siege at Forli フォルリ包囲    | 2012年5月20日  | 2013年5月17日 |
| 第8回  | Truth and Lies 真実と嘘            | 2012年6月3日   | 2013年5月24日 |
| 第9回  | World of Wonders 火の試練          | 2012年6月10日  | 2013年5月31日 |
| 第10回 | The Confession 告解                | 2012年7月17日  | 2013年6月7日  |

Season 3
| 放送話 | タイトル                             | カナダ初放送日 | 日本初放送日  |
| ------ | ------------------------------------ | -------------- | ------------- |
| 第1回  | The Face of Death 死の顔             | 2013年4月14日  | 2014年4月4日  |
| 第2回  | The Purge 粛清                       | 2013年4月21日  | 2014年4月11日 |
| 第3回  | Siblings 兄と妹                      | 2013年4月28日  | 2014年4月18日 |
| 第4回  | The Banquet of Chestnuts 栗拾いの宴  | 2013年5月5日   | 2014年4月25日 |
| 第5回  | The Wolf and the Lamb 残酷な劇場     | 2013年5月12日  | 2014年5月2日  |
| 第6回  | Relics ロンギヌスの槍                | 2013年5月9日   | 2014年5月1日  |
| 第7回  | Lucrezia's Gambit ルクレツィアの策略 | 2013年5月26日  | 2014年5月16日 |
| 第8回  | Tears of Blood 血の涙                | 2013年6月2日   | 2014年5月23日 |
| 第9回  | The Gunpowder Plot 父と子            | 2013年6月9日   | 2014年5月30日 |
| 第10回 | The Prince 君主                      | 2013年6月16日  | 2014年6月6日  |

## 日本での放送局
| 放送局        | 放送期間                         | 放送曜日 時間     |
| ------------- | -------------------------------- | ----------------- |
| WOWOWプライム | 2012年5月11日 - 7月6日（初放送） | 金曜日 夜11:00 〜 |